# Пущино (Камчатський край)
Пущино  (рос. Пущино) — село у Мільковському районі Камчатського краю Російської Федерації.
Населення становить 127 (2010)  осіб. Входить до складу муніципального утворення Мільковське сільське поселення.

## Історія
До 1 червня 2007 року у складі Камчатської області, відтак у складі Камчатського краю. Згідно із законом від 25 лютого 2005 року органом місцевого самоврядування є Мільковське сільське поселення.

## Населення
| 2002 | 2010 |
| ---- | ---- |
| 112  | ↗127 |